# Chiesa dei Santi Pietro e Paolo (Savona)
La chiesa dei Santi Pietro e Paolo (conosciuta anche come "cappella dei Santi Pietro e Paolo") è uno degli edifici religiosi più antichi della città di Savona, posta a monte del quartiere di Legino, sull'antica strada che univa il litorale alla Val Bormida.
La chiesetta è una preziosa testimonianza di architettura romanica, della quale tuttavia sopravvivono oggi solo i muri perimetrali (un tempo decorati con affreschi), risalenti a un periodo compreso fra il X e l'XI secolo. Nel 1811 sotto l'occupazione francese di Savona il Ministro di Polizia ordinava l'abbattimento di alcuni luoghi di culto in cattivo stato, fra i quali vi era anche questa, che si salvò solo parzialmente.
La chiesa d'estate ospita la festa dei Santi Pietro e Paolo.